# Каменецкий детинец
Каменецкий детинец — деревянный детинец древнерусского Каменца, основанного волынским князем Владимиром Васильковичем в 1276 году. От укреплений детинца сохранилась знаменитая Каменецкая башня 1280-х годов постройки, относящаяся к башням волынского типа.

## История
По данным Ипатьевской летописи Каменец был «срублен» искусным градостроителем Алексой, посланным Владимиром Васильковичем для укреплений северных границ княжества и противодействию набегам литовцев. Алекса не только поставил город, но и перед этим выбрал место на левом берегу реки Лесной, на котором он будет построен и которое, как гласит летопись, очень полюбилось князю. В детинце впоследствии находился княжеский терем. Вскоре после строительства детинца началось возведение Каменецкой башни высотой 30 м, которая позволяла вести обстрел наиболее опасного участка у ворот. Благодаря своей хорошей сохранности кирпичная и круглая в плане (с диаметром 13,5 м) башня занимает исключительное место среди памятников архитектуры Белоруссии как образец древнерусского оборонного зодчества XIII века.
Каменецкий детинец имел небольшую площадь (более 1 га) и население 300—500 человек. Его окружали защитный ров, заполненный водой и земляной вал с расположенными на нём деревянными укреплениями.

## Археологические исследования
При обследовании древнего городища в 1970 году П. Ф. Лысенко нашёл гончарную древнерусскую керамику XIII—XIV веков, шиферное пряслице, обломки стеклянных браслетов. Возможно, укрепления Каменца возводились не на пустом месте, а на более древнем поселении.